# Santiago Texacuangos
Santiago Texacuangos è un comune del dipartimento di San Salvador, in El Salvador.